# Discovery Channel (España)
Discovery Channel (o conocido simplemente como Discovery) es un canal de televisión por suscripción español de origen estadounidense, operado por Warner Bros. Discovery España, propiedad de Warner Bros. Discovery. El canal se centra en la emisión de documentales sobre ciencia, tecnología o docu-realitys, entre otros.

## Historia
El canal comenzó sus emisiones en octubre de 1995. El canal comparte horario de programación en España y Portugal, estando disponible en la mayoría de cableoperadoras y servicios satelitales. Emite a la vez contenido doblado al español europeo y al portugués europeo. Mientras que en España todos los programas se encuentran doblados, en Portugal se encuentran la mayoría subtitulados. Además, Portugal posee tres canales adicionales por parte de Discovery: Discovery Turbo, Discovery Science y Discovery Civilization, los cuales siguen el mismo patrón que el canal original sin incluir la ausencia de publicidad.